# アンドレイ・ヴァヴィーロフ
アンドレイ・ペトローヴィチ・ヴァヴィーロフ（バビーロフ、ロシア語: Андре́й Петро́вич Вави́лов、ラテン文字表記の例：Andrei Petrovich Vavilov、1961年1月10日 - ）は、ロシアの政治家、実業家。1994年ロシア連邦大蔵大臣（財務大臣）代行。ロシア連邦議会上院連邦院代議員。上院予算委員、情報政策委員。2002年5月28日から2010年3月まで、上院ペルミ州代表。上院議員に選出以前には、財政調査研究所所長、慈善基金「科学的可能性」の創設者。経済学博士。

## 経歴・人物

### 生い立ちと初期の経歴
1961年1月10日、ペルミに生まれる。1983年セルゴ・オルジョニキーゼ名称モスクワ経営大学「エコノミスト・サイバネティクス」（現在の国立経営大学）を卒業する。1983年ソ連保健省（厚生省）計算センターにソフトウェアエンジニアとして勤務する。1985年モスクワ経営大学大学院を修了。経済学博士候補号を取得。1985年から1988年まで、ソ連科学アカデミー中央経済数学研究所下級研究員として勤務し、この間、エゴール・ガイダルの知遇を得る。1988年科学アカデミー経済技術進歩予測研究所上級研究員。1990年ミハイル・ゴルバチョフソ連大統領の経済顧問で科学アカデミー会員のスタニスラフ・シャターリンとロシア共和国副首相のグリゴリー・ヤヴリンスキーの率いる作業班に入り、500日計画の策定に参加した。 

### ロシア連邦財務省
1992年4月2日、ロシア連邦第一大蔵次官。健全なマクロ経済政策、連邦予算編成や、国際通貨基金（IMF）、世界銀行などの国際金融機関を担当した。
第一大蔵次官在職中の1992年から1997年まで、公的対外債務政府委員を務めた。1994年10月13日から11月4日までルーブル下落の責任を負って解任されたセルゲイ・ドゥビニンの後任として蔵相代行を務めている。
1997年MFK銀行頭取。1998年から2002年まで、財政学研究所所長。2000年から2002年まで、セーヴェルナヤ・ネフチ社取締役会議長。
2002年ペンザ州議会代表としてロシア連邦議会上院連邦院議員に選出された。